# Woldberg (Gelderland)
De Woldberg is een heuveltop van het stuwwalcomplex van de noordwest-Veluwe. De heuvel wordt aan de Elburgse kant vaak 'de Knoebbel' (Knobbel) genoemd, aan de Eper kant zegt men 'de Wolbarg'. Op de Woldberg is het Artillerie Schietkamp gevestigd. De heuvel is ongeveer 61 meter hoog.

## Ontstaan
Het stuwwallencomplex is ontstaan tijdens de laatste echte ijstijd, het Saalien, toen een ijslob uit Scandinavië tot aan ongeveer de huidige Nederrijn reikte. Het ijs, dat langzaam in beweging was, drukte door het enorme gewicht de onderlaag naar buiten langs de randen. Bij het smelten van het ijs, ongeveer 125.000 jaar geleden, bleven de hoge wallen liggen. In de loop van tienduizenden jaren zorgde erosie voor een afvlakking van de heuvels, terwijl in het Weichselien veel zand door de wind werd afgezet tot dikke dekzandpakketten.

## Geografie
De heuvel maakt deel uit van de in noordoostelijk gerichte stuwwal Woldberg. Dit deel van de stuwwal wordt aan de noordoostzijde begrensd door de spoorlijn Amersfoort-Zwolle en de A-28, aan de zuidoostzijde door de dorpen Epe en Heerde. Over de kam van de wal loopt een weg: van zuidwestzijde af de Overste Wanninkhofweg geheten tot aan de Eperweg (en voormalige ingang van het ASK). De weg vervolgt over militair terrein als de Hessenweg. Beide wegen zijn eigendom van het ministerie van Defensie en zijn niet toegankelijk.
Dwars over de heuvel loopt de Eperweg, de N309, die aan de zuidzijde van de heuvel van naam verandert en verder afdaalt richting N795 als Elburgerweg.

## Geschiedenis
De heuveltop wordt voornamelijk benoemd op oude kaarten. Begin negentiende eeuw heette de top de Eper Tepel, een naam die tot eind van de 19e eeuw in gebruik bleef als toponiem.
De huidige Eperweg/Elburgerweg bestond in die tijd ook al en werd, gezien het vermelden van een tolplaats, onderhouden. Er zijn twee tolplaatsen bekend: één plusminus vijftig meter ten noordwesten van de heuveltop en één vlak bij het NS-station 't Harde.
Ondanks de naam Woldberg was het gebied voornamelijk gedekt met heide, waarop schapen werden gehouden. In het midden van de 19e eeuw is sprake van een boerderij met akkers aan de noordwesthelling van de Knobbel (aan het einde van de Middenweg)
In het laatste kwart van de negentiende eeuw verandert er veel. De Artillerie neemt bezit van de heuvel en de heides voor haar schietoefeningen. In eerste instantie betreft het alleen de Oldebroekse Heide aan de noordwestzijde, vanaf 1919 wordt ook de heide aan de noordwestzijde tussen de huidige N795 en de Eperweg erbij getrokken. Op de noordwesthelling van de Knobbel verrijst een legerkamp met paardenstallen, legeringsgebouwen, tentenkampen en schietbanen.